# Manuel Piñero
Manuel Piñero (Puebla de la Calzada, Badajoz; 1 de septiembre de 1952) es un golfista español.

## Trayectoria
Siendo todavía un niño sus padres se fueron a vivir a Madrid, donde él se introdujo "por pura casualidad" en el mundo del golf. Su abuela le llevaba un día a que "sacara unas perrillas" de recogepelotas en el tenis, pero antes pasaron por el campo de prácticas de la entonces Real Sociedad Hípica Española Club de Campo, hoy Club de Campo Villa de Madrid, y allí se quedó. Trabajó de caddie hasta que se hizo profesional.
Se hizo profesional en 1968 y comenzó a jugar el Tour Europeo a principios de los años setenta. Consiguió nueve títulos del circuito europeo, entre ellos el Campeonato británico de la PGA. Acabó cinco temporadas entre los diez primeros del orden del mérito, siendo su puesto más destacado el cuarto puesto que logró en 1976 y 1977. 
Participó en dos Ryder Cup con el equipo europeo en 1981, donde logró un meritorio 2 a 1 contra el golfista norteamericano Jerry Pate. En 1985 tomó parte activamente en la victoria europea de la Ryder 27 años después tras lograr cuatro de los cinco puntos que disputó, entre ellos 3 a 1 en individuales contra Larry Wadkins.
Piñero formó parte del equipo español en el Mundial de golf de 1976 a 1982. En la última edición que participó, se proclamó campeón del mundo con la selección española.
El 14 de octubre de 1977, practicando en el campo de Golf La Moraleja (Alcobendas), formó pareja con Bing Crosby que falleció repentinamente tras ganar un partido de 18 hoyos.
Desde 1989 Manolo reside en Marbella, donde dirige con muchísimo éxito la Escuela de Golf de La Quinta (La Quinta Golf Marbella Spain), repartiendo su tiempo entre esto y su otro trabajo, el diseño de campos de golf. Está casado con Angelines y son padres de Laura y Natalia. Manolo y Jimmy, su caddie durante 18 años, a quien recuerda "con un cariño muy especial" (murió en 1997), siempre formaron una de las parejas más populares del Circuito Europeo.
Desde el 2002 juega el circuito senior europeo sin ningún éxito destacable.

## Tour Europeo
- 1974: Open de Madrid.
- 1976: Swiss Open.
- 1977: British PGA Championship.
- 1980: Mazda Cars English Classic.
- 1981: Open de Madrid, Swiss Open.
- 1982: European Open Championship.
- 1985: Open de Madrid, Italian Open.

## Internacionales por equipos
- 1981, 1985: Ryder Cup.
- 1991, 1993, 1995: Ryder Cup junto a Bernard Gallacher
- 1974: Copa del Mundo junto a Severiano Ballesteros
- 1982: Copa del Mundo junto a José María Cañizares

## Campeonatos nacionales
- Campeón de España: 1973, 1974, 1983, 1984, 1989
- Campeón Dobles de España: 1976 con Salvador Balbuena, 1984 junto a Antonio Garrido (golfista) y 1985 con su hermano Alfonso.